# Художественный фильм
Художественный фильм — произведение киноискусства, фильм как продукт художественного творчества, имеющий в основе вымышленный сюжет, воплощённый в сценарии и интерпретируемый режиссёром, который создаётся с помощью актёрской игры или средств мультипликации.
Художественный фильм может быть создан и в формах псевдодокументального и научно-популярного фильма.
Часто мультипликационное (анимационное) кино по ошибке противопоставляют художественному кино, подразумевая под художественным фильмом исключительно игровую форму. На самом деле игровое и мультипликационное кино являются разновидностями художественного кино.